# Alvaro Rodrigues
Álvaro Rodrigues Vieira Júnior, auch einfach nur Alvaro Rodrigues (* 19. Juli 1993 in São Paulo) ist ein brasilianischer Fußballspieler.

## Karriere
Alvaro Rodrigues erlernte das Fußballspielen in der Jugendmannschaft von Atlético Mineiro. Hier stand er 2014 unter Vertrag. Von Februar 2014 bis Dezember 2014 wurde er an den Tupi FC ausgeliehen. Über die brasilianischen Stationen América FC (RN), mit denen er 2015 die Staatsmeisterschaft von Rio Grande do Norte gewann, Nacional FC (AM) und AD Confiança (Sieger der Staatsmeisterschaft von Sergipe 2017) wechselte er Anfang 2018 nach Japan. Hier unterschrieb er einen Vertrag bei Montedio Yamagata. Der Verein, der in der Präfektur Yamagata beheimatet ist, spielte in der zweithöchsten japanischen Liga, der J2 League. Für Yamagata absolvierte er 25 Zweitligaspiele und schoss dabei drei Tore. 2020 nahm ihn der Erstligaabsteiger Matsumoto Yamaga FC aus Matsumoto unter Vertrag. Für Matsumoto spielte er 2020 zehnmal in der zweiten Liga. Im März 2021 kehrte er in seine Heimat zurück. Hier schloss er sich seinem ehemaligen Verein AD Confiança an.

## Erfolge
América FC (RN)
- Staatsmeisterschaft von Rio Grande do Norte: 2015

AD Confiança
- Staatsmeisterschaft von Sergipe: 2017